# Fanny Tercy
Fanny Tercy, née Françoise-Cécile Messageot le 22 novembre 1782 à Lons-le-Saunier (Franche-Comté) et morte le 1er avril 1851 à Quintigny (Jura), est une romancière française.

## Biographie
Françoise-Cécile dite Fanny Messageot naît le 22 novembre 1782 à Lons-le-Saunier. Elle est la fille de Marie-Françoise Clerc et Jean Joseph Messageot, officier de cavalerie devenu maître de poste. Elle a une sœur aînée, Lucile qui est peintre, et un frère jumeau, François-Xavier. Sa mère se remarie avec Claude-Antoine Charve, juge au tribunal de Lons-le-Saunier. De ce second mariage naissent Louis, demi-frère de Marie-Françoise et Désirée Liberté, demi-sœur qui se marie avec Charles Nodier. Fanny passe son enfance à Lons-le-Saunier. 
Le juge Charve est incarcéré en 1793 à la prison des Cordeliers où il rencontre Anne-François Tercy, également emprisonné. Il est le futur mari de Fanny Messageot. Anne Tercy épouse Fanny Messageot le 11 septembre 1814. 
Après les noces, le couple s'installe à Paris et est très proche de Charles Nodier. Celui-ci incite Fanny Tercy à écrire. Ne supportant plus son mari, elle le quitte en 1824. Elle fréquente assidûment le salon que tient Charles Nodier et y rencontre nombre d'écrivains de l'époque : « ... Fanny de Tercy, dans son coin, avait déjà tiré son ouvrage : elle ne s'arrêterait pas de tricoter pendant que Musset, Hugo, Vigny ou Nerval débiteraient leurs vers ». 
À partir de 1839, Fanny Tercy revient à Quintigny où elle meurt le 1er avril 1851.

## Œuvres
- Deux nouvelles françaises : Marie Bolden, ou la Folle de Cayeux et Cécile de Renneville , Paris, Th. Desoer, 1816.
- Louise de Sénancourt  Paris, Maradan, 1817[6].
- Isaure et Montigny, Paris, 1818, t.1, 238 p., t.2, 240 p. lire en ligne sur Gallica
- Six nouvelles, 2 vol., in-12, Paris, Galliot, 1821.
- L’Hermite du mont Saint-Valentin, ou Histoire des amours de la dame de Martigues et du chevalier Roger de Parthenay, 2 vol. Paris, Béchet aîné, 1821.
- Contes moraux à l'usage des enfants, 1828. Gallica.
- La Dame d'Oliferne, nouvelle, Paris, Levavasseur, 1829, 152 p.
- Chroniques franc-comtoises. La Tour de Dramelay. Suivi de Le Père Émilien ; Histoire de Berthe et de Robert ; Histoire de la dame de Nermier ; L'Aveugle Gaspard ; La Fille de la veuve et le brigand de Bovine, Paris, C. Vimont, 1831.
- Nouvelles chroniques francomtoises. Le Juif et la sorcière. Suivi de : Mme Adrienne ; La Blanche Iselle ; Élise ; Sophie D*** ; Notes et éclaircissemens ; Fragmens : La Pauvre Claire, La Mort d'Hermanric, La Thessalienne, Paris, C. Vimont, 1833, 304 p.
- Historiettes et conversations morales, dédiées à  Mennessier Nodier, Paris, Dufey, 1834, 298 p. lire en ligne sur Gallica
- Chalain et les enfants de M. Aubert, 1834.
- Emmerande la bienheureuse, 1834.
- Pierre et Marcellin, 1836.
- Nouveaux contes moraux à l'usage des enfants, 1836